# Ситковецький Юліан Григорович
Юліан Григорович Ситковецький (7 листопада 1925, Київ — 23 лютого 1958, Москва) — радянський скрипаль.

## Біографія
Народився 7 листопада 1925 року в місті Києві. Батько — Григорій Мойсейович Ситковецький (1897–1970) був відомим київським педагогом. Під його керівництвом починаючи з трьох років Юліан почав вчитися грати на скрипці.
Навчався у Київській консерваторії у професора Давида Бертьє.
У 1935 році взяв участь в огляді юних талантів. У 1939 році відбувся перший виступ у Москві. Його викладачем був Ямпольський Абрам Ілліч (1890-1956). Юліан Григорович широке визнання здобув у 1945 році, ставши лауреатом Всесоюзного конкурсу виконавців. У період розквіту таланту прийшла світова популярність, що принесли премії на міжнародних конкурсах — імені Генрика Венявського та імені Королеви Єлизавети.
У 1947 році Юліан Ситковецький разом з Ігорем Безродним та Леонідом Коганом поділив першу премію на Першому Всесвітньому фестивалі молоді і студентів у місті Прага. Заснував Квартет імені Чайковського до складу якого входили Антон Шароєв, Рудольф Баршай і Яків Слободкін.
Був одружений з талановитою піаністкою Беллою Давидович. Згодом у них народився син Дмитро Ситковецький. Останній концерт відбувся у Москві де було представлено Перший концерт для скрипки з оркестром Дмитра Шостаковича.
Помер 23 лютого 1958 року. 2005 року до 80-річчя від дня народження Юліана Григоровича у Москві відбувся фестиваль присвячений його пам'яті під назвою «Скрипаль на всі часи».

## Творчість
Юліан Ситковецький залишив досить велику кількість студійних та концертних фонограм, записаних у 1945-1956 роках. До найвищих виконавських здобутків Юліана Ситковецького належить скрипковий концерт Яна Сібеліуса, записаний з оркестром Чеської філармонії під керівництвом Миколи Аносова.
Разом із дружиною Беллою Давидович, Юліан Григорович записав сонату для скрипки та фортепіано Вольфганга Амадея Моцарта, прелюдії Дмитра Шостаковича та сонатину Бели Бартока. Створив яскраві інтерпретації віртуозних скрипкових п'єс Нікколо Паганіні, Джузеппе Тартіні, Пабло Сарасаті, Генрика Венявського та ін.